# Georg Schmidt (Historiker)
Georg Schmidt (* 22. Dezember 1951 in Alsfeld) ist ein deutscher Historiker. Er ist Experte für die Geschichte des Dreißigjährigen Krieges.

## Leben und Werk
Georg Schmidt studierte Geschichte, Politik und Pädagogik an den Universitäten Gießen und Tübingen. Bei Volker Press wurde er 1982 in Tübingen mit der Arbeit Der Städtetag in der Reichsverfassung promoviert. Schmidt war von 1982 bis 1985 Wissenschaftlicher Angestellter und von 1986 bis 1990 Hochschulassistent in Tübingen. Dort erfolgte 1989 auch seine Habilitation mit der Arbeit Der Wetterauer Grafenverein. Es folgten Lehrstuhlvertretungen an den Universitäten Saarbrücken (1991/1992) und Jena (1992/1993). Von 1993 bis 2017 lehrte er bis zu seiner Emeritierung als Professor für Geschichte der Frühen Neuzeit an der Universität Jena. Er ist Mitglied der Vereinigung für Verfassungsgeschichte. Seit 1995 ist er Mitglied der Historischen Kommission für Hessen und seit 1997 der Akademie gemeinnütziger Wissenschaften zu Erfurt. Im Jahr 1998 wurde er als korrespondierendes Mitglied in die Sächsische Akademie der Wissenschaften aufgenommen. Im Kollegjahr 2007/2008 war Schmidt als Forschungsstipendiat am Historischen Kolleg in München.
Sein Forschungsschwerpunkt ist die Sozial- und vor allem Verfassungsgeschichte des frühneuzeitlichen Heiligen Römischen Reiches deutscher Nation. Schmidt veröffentlichte 1995 eine knappe Darstellung über den Dreißigjährigen Krieg, die 2018 in neunter Auflage erschien. Im Jahr 1999 erschien von ihm eine Geschichte des Alten Reiches in der frühen Neuzeit von 1495–1806. Er vertritt die These vom Alten Reich als einem „komplementären Reichs-Staat“. Darunter versteht Schmidt ein „System komplementärer Staatlichkeit, das aus mehreren einer höheren Gewalt untergeordneten Staaten“ bestehe. Er veröffentlichte 2009 für die vom Verlag C. H. Beck publizierte Reihe Neue Deutsche Geschichte als sechsten Teil eine Darstellung über das 18. Jahrhundert. Im Jahr 2018 legte er mit Die Reiter der Apokalypse eine umfassende Darstellung des Dreißigjährigen Krieges vor. Darin vertritt er die bereits in den 1990er Jahren formulierte These vom Dreißigjährigen Krieg als einem „aus dem Ruder gelaufene[n] Verfassungskonflikt, in dessen Mittelpunkt die Ausgestaltung des Kaisertums der Habsburger stand“.

## Schriften (Auswahl)
Monografien
- Durch Schönheit zur Freiheit. Die Welt von Weimar-Jena um 1800. Beck, München 2022, ISBN 978-3-406-78556-6.
- Die Reiter der Apokalypse. Geschichte des Dreißigjährigen Krieges. Beck, München 2018, ISBN 978-3-406-71836-6.
- Wandel durch Vernunft: Deutsche Geschichte im 18. Jahrhundert. Beck, München 2009, ISBN 978-3-406-59226-3.
- Geschichte des alten Reiches. Staat und Nation in der frühen Neuzeit 1495–1806. Beck, München 1999, ISBN 3-406-45335-X.
- Der Dreißigjährige Krieg. 9. aktualisierte Auflage. Beck, München 2018, ISBN 978-3-406-72196-0.
- Der Wetterauer Grafenverein. Organisation und Politik einer Reichskorporation zwischen Reformation und Westfälischem Frieden (= Veröffentlichungen der Historischen Kommission für Hessen. Bd. 52). Elwert, Marburg 1989, ISBN 3-7708-0928-9 (zugleich: Habilitationsschrift, Tübingen, 1989).
- Der Städtetag in der Reichsverfassung. Eine Untersuchung zur korporativen Politik der freien und Reichsstädte in der ersten Hälfte des 16. Jahrhunderts (= Veröffentlichungen des Instituts für Europäische Geschichte Mainz. Bd. 113). Steiner, Stuttgart 1984, ISBN 3-515-03781-0 (zugleich: Dissertation, Tübingen, 1982).

Herausgeberschaften
- Die deutsche Nation im frühneuzeitlichen Europa. Politische Ordnung und kulturelle Identität? (= Schriften des Historischen Kollegs. Kolloquien. Bd. 80). Oldenbourg, München 2010, ISBN 978-3-486-59740-0 (Digitalisat).
- Kollektive Freiheitsvorstellungen im frühneuzeitlichen Europa (1400–1850) (= Jenaer Beiträge zur Geschichte. Bd. 8). Lang, Frankfurt am Main 2006, ISBN 3-631-54949-0.
- Stände und Gesellschaft im Alten Reich (= Veröffentlichungen des Instituts für Europäische Geschichte, Mainz. Bd. 29). Steiner, Stuttgart 1989, ISBN 3-515-05074-4.